# Unterbringungsverfahren
Unterbringungsverfahren in Deutschland betreffen die gerichtliche Genehmigung oder Anordnung einer freiheitsentziehenden Unterbringung oder einer ärztlichen Zwangsmaßnahme. Rechtsgrundlage können gegenüber volljährigen Betreuten § 1906, § 1906a BGB, gegenüber Minderjährigen in Ausübung der elterlichen Sorge § 1631b BGB sowie altersunabhängig und für jede Person die öffentlich-rechtlichen Psychisch-Kranken-Gesetze der Bundesländer sein.
Unterbringungsverfahren, auch jene aufgrund öffentlichen Rechts (§ 312 Nr. 4 FamFG), sind Verfahren der freiwilligen Gerichtsbarkeit nach den §§ 312 ff. FamFG (bis 1. September 2009 §§ 70 ff. FGG). Daher gibt es weder Kläger noch Beklagte, sondern lediglich Verfahrensbeteiligte. Die Zuständigkeit liegt für Volljährige beim Betreuungsgericht.
Die Unterbringung Minderjähriger ist eine Kindschaftssache (§ 151 Nr. 6 und 7 FamFG), für die Genehmigung ist das Familiengericht zuständig. Für die Unterbringung Minderjähriger gelten die Verfahrensvorschriften für Volljährige entsprechend (§ 167 FamFG).
Das Betreuungs- und das Familiengericht sind jeweils Abteilungen des örtlich zuständigen Amtsgerichts (§ 23b Abs. 1, § 23c Abs. 1 GVG).

## Rechtstatsachen
Im Jahre 2004 wurden in der Bundesrepublik Unterbringungen wie folgt genehmigt (Vorjahr in Klammern):
- § 1906 Abs. 2 BGB (zivilrechtliche Unterbringung durch Betreuer): 46.381 (43.383)
- § 1906 Abs. 4 BGB (unterbringungsähnliche Maßnahmen, zum Beispiel Fixierung eines Patienten, Bettgitter): 79.391 (74.783)

Bei den Unterbringungen Minderjähriger und bei den Unterbringungen nach den Psychisch-Kranken-Gesetzen werden laut Justizstatistik nicht die Genehmigungsbeschlüsse gezählt, sondern die laufenden gerichtlichen Verfahren am Jahresende. Hier die Zahlen zum 31. Dezember 2004:
- Genehmigungsverfahren für Minderjährige (§ 1631b BGB): 4.757 (darunter Verlängerungsverfahren: 702)
- Genehmigungsverfahren nach § 1906 (einschließlich Absatz 4) BGB: 127.470 (dar. Verlängerungsver.: 25.438)
- Genehmigungsverfahren nach Psychisch-Kranken-Gesetzen: 62.981
- Genehmigungsverfahren nach § 1846 BGB (Eilverfahren): 17.240 (darunter Verlängerungsverfügungen: 1010)

(Quellen: Bundesministerium der Justiz; Sondererhebung Verfahren nach dem Betreuungsgesetz bzw. GÜ2 der Amtsgerichte)

## Sachliche Zuständigkeit
Nach Art. 104 Absatz 2 des Grundgesetzes darf über die Zulässigkeit und Fortdauer einer Freiheitsentziehung nur der Richter entscheiden. Bei jeder nicht auf richterlicher Anordnung beruhenden Freiheitsentziehung ist unverzüglich eine richterliche Entscheidung herbeizuführen.
Für die Entscheidung über die Genehmigung oder Anordnung von Unterbringungsmaßnahmen sind die Amtsgerichte zuständig, da es sich um eine Freiheitsentziehung handelt. Der Richtervorbehalt für Verrichtungen nach § 1906 BGB in § 14 RPflG a. F. wurde durch das FGG-Reformgesetz nicht in den neuen § 15 RPflG übernommen. Eine Unterbringung nach Landesgesetzen wäre wegen der Gefahr der öffentlichen Sicherheit zwar systemlogisch eine Sache der Verwaltungsgerichte, das war vor 1992 auch so. Wegen der Überschneidungen beider Gerichtsarten gab es aber Zuständigkeitstreitigkeiten; jedes Gericht schob dem anderen die Entscheidung zu, so dass heute nach dem Gesetz ausschließlich das Betreuungsgericht bei Erwachsenen oder das Familiengericht bei Minderjährigen entscheidet; beide sind Abteilungen des jeweiligen Amtsgerichts und Teil der ordentlichen Gerichtsbarkeit.

## Örtliche Zuständigkeit
Die örtliche Zuständigkeit wird durch § 313 FamFG bestimmt. Das zuständige Gericht kann das Verfahren aber auch an das Gericht am Aufenthaltsort des zu Betreuenden abgeben, wenn die Unterbringung in dessen Bezirk vollzogen werden soll. Bei Unterbringungen nach den Psychisch-Kranken-Gesetzen ist stets das Gericht zuständig, an dessen Ort die Unterbringung zu veranlassen ist (§ 313 Abs. 3 FamFG).

## Verfahrensgrundsätze
Die Verfahrensgrundsätze finden sich in den § 315 ff FamFG. Sie ähneln den Grundsätzen des Betreuungsverfahrens, weichen aber in einigen Details von ihnen ab. Das Verfahren beginnt mit einem Genehmigungsantrag des jeweiligen gesetzlichen Vertreters beziehungsweise Bevollmächtigten (wenn letzterer nach § 1906 Abs. 5 BGB zur Freiheitsentziehung ausdrücklich bevollmächtigt wurde). Bei öffentlich-rechtlichen Unterbringungen stellt die nach diesem Gesetz zuständige Stelle (meist Gesundheitsamt oder Ordnungsamt) den Unterbringungsantrag. Ein Tätigwerden von Amts wegen ist zwar auch möglich, in der Praxis aber die Ausnahme.

## Verfahrensfähigkeit des Betroffenen
Der Betroffene ist unabhängig von seiner Geschäftsfähigkeit im Unterbringungsverfahren verfahrensfähig, kann also Anträge stellen, sich äußern, Rechtsmittel einlegen, einen Anwalt beauftragen (§ 316 FamFG).

## Bestellung eines Verfahrenspflegers
Zu den Verfahrensgarantien im Unterbringungsverfahren gehört auch die obligatorische Bestellung eines Verfahrenspflegers (§ 317 FamFG). Bestellt das Gericht dem Betroffenen ausnahmsweise keinen Pfleger für das Verfahren, so ist dies in der Entscheidung, durch die eine Unterbringungsmaßnahme getroffen wird, zu begründen.
Die Bestellung eines Verfahrenspflegers soll unterbleiben oder aufgehoben werden, wenn die Interessen des Betroffenen bereits von einem Rechtsanwalt oder einem anderen geeigneten Verfahrensbevollmächtigten vertreten werden.

## Anhörung des Betroffenen
Das Betreuungsgericht muss den Betroffenen persönlich anhören. Den unmittelbaren Eindruck verschafft sich das Gericht, soweit dies erforderlich ist, in der üblichen Umgebung des Betroffenen, das ist in der Regel die eigene Wohnung. Das Gericht unterrichtet ihn über den möglichen Verlauf des Verfahrens (§ 319 FamFG).
Die Anhörung findet in der Praxis jedoch oft erst in der Klinik statt. Denn viele Unterbringungen werden wegen besonderer Eilbedürftigkeit bereits vorläufig vom Betreuer, Bevollmächtigten (etwa nach § 1906 Abs. 2 Satz 2 BGB) oder der zuständigen Behörde (für Schleswig-Holstein nach § 11 Abs. 1 PsychKG) angeordnet. Die Entscheidung des Gerichts ist dann unverzüglich zu beantragen. Auch kommt es vor, dass das Gericht gemäß § 332 FamFG schon vor der Anhörung des Betroffenen die vorläufige Unterbringung angeordnet bzw. genehmigt hat (vgl. nachfolgend: "vorläufige Unterbringung"). Denn die genannten Verfahrensschritte des regulären Unterbringungsverfahrens, zu denen auch die Bestellung eines Verfahrenspflegers und ein Sachverständigengutachten gehören, können wegen der Eilbedürftigkeit der Unterbringung oft zunächst nicht stattfinden.

### Vorführung zur Anhörung
Sofern der Betroffene sich weigert, an der Anhörung teilzunehmen, hat die Betreuungsbehörde oder die nach Psychisch-Krankenrecht zuständige Behörde ihn auf Anweisung des Gerichtes zur persönlichen Anhörung (§ 319 Abs. 5 FamFG) und zur Untersuchung durch den Sachverständigen (§ 322 in Verbindung mit § 283 und § 284 FamFG) vorzuführen.
Die zwangsweise Vorführung von Betroffenen zu Anhörungen und Untersuchungen stellt einen schweren Eingriff in die Persönlichkeitsrechte der Betroffenen dar (Art. 2 Grundgesetz). Daher muss der Grundsatz der Verhältnismäßigkeit hier besonders streng beachtet werden.

## Anhörung weiterer Personen und Stellen
Außer dem Betroffenen und dem Verfahrenspfleger sind "die sonstigen Beteiligten" anzuhören (§ 320 S. 1 FamFG). Das sind die weiteren sog. „Muss-Beteiligten“ des Unterbringungsverfahrens, also der Betreuer oder Bevollmächtigte (§ 315 Abs. 1 FamFG). Beteiligt das Gericht weitere Personen am Verfahren, zum Beispiel nahe Familienangehörige oder eine Vertrauensperson, sind auch diese anzuhören. Die Betreuungsbehörde (bzw. die nach Psychisch-Krankenrecht zuständige Stelle, meist der sozialpsychiatrische Dienst des Gesundheitsamtes) soll angehört werden (§ 320 FamFG). Diese Verfahrensschritte können mehrere Wochen in Anspruch nehmen.

## Sachverständigengutachten
Zur Genehmigung einer freiheitsentziehenden Unterbringung durch den Betreuer nach § 1906 BGB ist stets ein Sachverständigengutachten erforderlich (§ 321 FamFG). Der Sachverständige hat den Betroffenen persönlich zu untersuchen oder zu befragen. Er muss bei der Begutachtung für eine Freiheitsentziehung Arzt mit Erfahrungen auf dem Gebiet der Psychiatrie sein, soll Facharzt für Psychiatrie sein.
Der Sachverständige rechnet sein Honorar direkt mit dem Betreuungsgericht gemäß den Bestimmungen des Justizvergütungs- und Entschädigungsgesetzes (JVEG) ab.
Abhängig vom Sachverständigengutachten für das Betreuungsgericht wird auch ein Einweisungsattest (Verordnung stationärer Krankenbehandlung) für das Krankenhaus benötigt sowie in der Regel eine Krankentransportbescheinigung für den Transport in die Klinik.

### Vorführung und Unterbringung zur Begutachtung
Weigert der Betreute sich, an der Untersuchung teilzunehmen, kann das Betreuungsgericht zur Erstattung des Gutachtens selbst eine Freiheitsentziehung für einen Zeitraum von bis zu 6 Wochen anordnen (§ § 284 FamFG). Diese Freiheitsentziehung kann auf bis zu 3 Monaten verlängert werden.

## Vorläufige Unterbringung – Einstweilige Anordnung
Obwohl im Gesetzestext als Ausnahme bezeichnet, ist es in der Praxis fast der Normalfall, dass die Unterbringungsgenehmigung als einstweilige Anordnung erfolgt (§ 331 FamFG). Mit dieser einstweiligen Anordnung kann die Unterbringung für maximal 6 Wochen genehmigt werden. Diese Frist kann nach Anhörung des Sachverständigen (§ 333 FamFG) auf insgesamt 3 Monate verlängert werden.
Die gleichen Fristen gelten auch, wenn bisher kein Betreuer bestellt ist und das Familiengericht selbst die Unterbringung nach § 1846 BGB verfügt.
Voraussetzung für die einstweilige Anordnung ist, dass dringende Gründe für die Annahme bestehen, dass die Voraussetzungen für die Genehmigung oder Anordnung einer Unterbringungsmaßnahme gegeben sind und ein dringendes Bedürfnis für ein sofortiges Tätigwerden besteht (§ 331 S. 1 Nr. 1 FamFG). Anstelle eines förmlich erhobenen Sachverständigengutachtens genügt ein ärztliches Zeugnis zu dem Zustand des Betroffenen und der Notwendigkeit der Unterbringung (§ 331 S. 1 Nr. 2 FamFG).
Bei Gefahr im Verzuge kann auf Anhörung des Betroffenen sowie auf Anhörung und Bestellung des Verfahrenspflegers vor Erlass der einstweiligen Anordnung verzichtet werden (§ 332 FamFG). Die Anhörungen sind unverzüglich nachzuholen.
Das Gericht hat abzuwägen, ob die Gefährdung der Rechtsgüter anderer oder Gesundheitsgefährdung des Betroffenen eine Unterbringung und somit eine Einschränkung des Freiheitsrechts des Betroffenen, einschließlich des Rechts des Betroffenen zur Krankheit rechtfertigt und verhältnismäßig ist (Verhältnismäßigkeitsprinzip).

## Endgültige Unterbringung
Die eigentliche „endgültige“ Unterbringungsgenehmigung erfolgt, nachdem die genannten Verfahrensschritte erfolgt sind. Sie darf in der Regel 1 Jahr nicht überschreiten. Nur wenn bereits erkennbar ist, dass die Unterbringung langfristig nötig ist, kann die Genehmigung für 2 Jahre erteilt werden. Dies muss dann vom Gericht speziell begründet werden. Bei Verlängerungen müssen gem. § 329 Abs. 2 FamFG die gleichen Verfahrensschritte wie oben beschrieben wiederholt werden. Nach spätestens 4 Jahren Unterbringung soll ein anderer als der bisherige Sachverständige gehört werden.

## Regelung des Unterbringungsvollzugs
Bei öffentlich-rechtlichen Unterbringungen können einzelne Maßnahmen des Vollzugs gerichtlich geregelt werden (§ 327 FamFG). Genaueres ergibt sich aus dem jeweiligen Landesgesetz für psychisch Kranke. Gegen solche Maßnahmen können ebenfalls Rechtsmittel eingelegt werden.

## Unterbrechung, Beurlaubung
Öffentlich-rechtliche Unterbringungen können durch Gerichtsbeschluss bis zu 6 Monaten ausgesetzt (unterbrochen) werden Diese Aussetzung kann auf insgesamt 1 Jahr verlängert werden. Hierzu können dem Betroffenen Auflagen erteilt werden, zum Beispiel sich in ambulante fachpsychiatrische Behandlung zu begeben. Bei der BGB-Unterbringung ist solches nicht vorgesehen; hier endet mit Entlassung des Betreuten die Rechtswirksamkeit der Unterbringungsgenehmigung selbst. Bei erneuter Unterbringungsnotwendigkeit hat der Betreuerin einen neuen Genehmigungsantrag nach § 1906 Abs. 2 BGB zu stellen.

## Aufhebung der Unterbringung
Eine Aufhebung der Unterbringungsgenehmigung muss auch vor Ablauf der Genehmigungsfrist vorgenommen werden, sobald die Voraussetzungen zur Zwangsunterbringung nicht mehr gegeben sind (§ 330 FamFG). Im Betreuungsrecht oberster Grundsatz ist das Wohl des Betreuten. Entspricht die Zwangsunterbringung nicht mehr dem Wohl des Betreuten, muss diese beendet werden. Wird diese Pflicht verletzt, liegt u. U. der Straftatbestand der Freiheitsberaubung (§ 239 StGB) vor.

## Rechtsmittel
Gegen Unterbringungsbeschlüsse kann als Rechtsmittel die Beschwerde (§§ 58 bis 69 FamFG) binnen eines Monats eingelegt werden. Gegen eine Einstweilige Anordnung ist binnen 14 Tagen zu beschweren. Zur Beschwerde ist neben dem Betroffenen selbst noch der in § 329 FamFG bestimmte Personenkreis berechtigt (nahe Angehörige, Behörde, Heimleiter).

## Kosten
Die Kosten einer rechtmäßigen öffentlich-rechtlichen Unterbringung in einer Einrichtung und die Kosten für die erforderlichen Untersuchungen und Behandlungen trägt der Untergebrachte, soweit nicht ein Träger der Sozialversicherung oder ein sonstiger Dritter, etwa ein Unterhaltspflichtiger zur Kostentragung verpflichtet ist, ansonsten der Staat.

### Bücher
- Cornelia Bohnert: Unterbringungsrecht. Juristisches Kurzlehrbuch für Studium und Praxis. Beck, München 2000, ISBN 3-406-47174-9.
- Rolf Coeppicus: Sachfragen des Betreuungs- und Unterbringungsrechts. Kohlhammer, Stuttgart u. a. 2000, ISBN 3-17-016333-7.
- Horst Deinert, Wolfgang Jegust (Hrsg.): Das Recht der psychisch Kranken. Sammlung bundes- und landesrechtlicher Bestimmungen. 2., vollständig neu überarbeitete Neuauflage. Bundesanzeiger-Verlag, Köln 2006, ISBN 3-89817-477-8.
- Friedhelm Henke: Fixierungen in der Pflege. Rechtliche Aspekte und praktische Umsetzung. Kohlhammer, Stuttgart 2006, ISBN 3-17-018771-6.
- Birgit Hoffmann, Thomas Klie: Freiheitsentziehende Maßnahmen im Betreuungs- und Kindschaftsrecht. C.F. Müller, Heidelberg/ München 2012, ISBN 978-3-8114-3706-7. (online)
- Christian Kopetzki: Grundriss des Unterbringungsrechts. Springer, Wien u. a. 1997, ISBN 3-211-82890-7 (für Österreich).
- Günther Labuhn, Dirk Veldtrup, Achim Labuhn: Familiengericht und Vormundschaftsgericht. Genehmigung und Verfahren in der Praxis. Vormals Vormundschaftsgerichtliche Genehmigung. Umfassende, systematische, nach Sachgebieten geordnete Darstellung des Eltern-, Vormundschafts-, Betreuungs-, Familien- und Scheidungsrechts für die Praxis und Ausbildung. Bundesanzeiger-Verlag, Bonn 1999, ISBN 3-88784-919-1.
- Rolf Marschner, Wolfgang Lesting, Erwin Saage, Horst Göppinger, Bernd Volckart: Freiheitsentziehung und Unterbringung. Materielles Recht und Verfahrensrecht (= Beck’sche Kurz-Kommentare. Band 32). 5., völlig neu bearbeitete Auflage. C. H. Beck, München 2010, ISBN 978-3-406-60554-3.
- Martin Probst: Betreuungs- und Unterbringungsverfahren. Für die Praxis der Gerichte, Anwälte, Behörden und Betreuer. Schmidt, Berlin 2005, ISBN 3-503-08745-1.
- Rudolf Winzen: Zwang. Was tun gegen Betreuung und Unterbringung? 2., erweiterte und aktualisierte Auflage. Zenit-Verlag, München 1999, ISBN 3-928316-08-7.

### Zeitschriftenbeiträge
- Rolf Marschner: Zivilrechtliche und öffentlich-rechtliche Unterbringung. In: Betreuungsrechtliche Praxis. 2006, S. 125 ff.
- Peter Müller: Zum Recht und zur Praxis der betreuungsrechtlichen Unterbringung. In: Betreuungsrechtliche Praxis. 2006, S. 123 ff.
- Andrea Tietze: Zwangsbehandlungen in der Unterbringung. In: Betreuungsrechtliche Praxis. 2006, S. 135 ff.